# Gonocephalus robinsonii
Espèce
Synonymes
- Gonyocephalus robinsonii Boulenger, 1908

Gonocephalus robinsonii (aussi appelé Malayodracon robinsonii) est une espèce de sauriens de la famille des Agamidae.

## Répartition
Cette espèce est endémique de Malaisie péninsulaire. Elle se rencontre au Selangor et au Pahang.

## Étymologie
Cette espèce est nommée en l'honneur d'Herbert Christopher Robinson.

## Publication originale
- Boulenger, 1908 : Report on the Gunong Tahan expedition, May - Sept. 1905.111. Fishes, batrachians and reptiles. Journal of the Federated Malay States Museums, Singapore, vol. 3, p. 61-69 (texte intégral).